# مرفق آسيا للاستجابة في حالات الطوارئ
يعد مرفق آسيا للاستجابة في حالات الطوارئ عملية خاصة تابعة لبرنامج الأغذية العالمي للأمم المتحدة مصممة لتأسيس مرفق للاستجابة في حالات الطوارئ في آسيا.
تم تأسيس هذا المرفق في 2003 بعد توقيع مذكرة تفاهم بين برنامج الأغذية العالمي والحكومة الكمبودية، وإن الغرض من هذا المرفق هو أن يكون مرفقًا لمستودع الأمم المتحدة للاستجابة للحالات الإنسانية يعمل بالتعاون مع المرافق العاملة الأخرى لمستودع الأمم المتحدة للاستجابة للحالات الإنسانية موفرًا تغطيةً عالمية لـ «استجابة الخطوط الأولى» لحالات الطوارئ.
تم تأسيس مرفق آسيا للاستجابة في حالات الطوارئ لتلبية احتياجات توفير معدات التخطيط والتموين من أجل حالات الطوارئ في آسيا، وعلى الرغم من أن هذا المرفق معد مبدئيًا لإستخدام برنامج الأغذية العالمي إلا أنه مصمم لتتشاركه وكالات الأمم المتحدة وحركة الصليب الأحمر والمنظمات غير الحكومية المحلية والعالمية بالإضافة إلى الشركاء من القطاع الخاص.